# Villanueva de Perales
Villanueva de Perales é um município da Espanha na província e comunidade autónoma de Madrid, de área 31,12 km² com população de 939 habitantes (2004) e densidade populacional de 30,17 hab/km².

## Demografia
| Variação demográfica do município entre 1991 e 2004 | Variação demográfica do município entre 1991 e 2004 | Variação demográfica do município entre 1991 e 2004 | Variação demográfica do município entre 1991 e 2004 |
| --------------------------------------------------- | --------------------------------------------------- | --------------------------------------------------- | --------------------------------------------------- |
| 1991                                                | 1996                                                | 2001                                                | 2004                                                |
| 340                                                 | 444                                                 | 777                                                 | 939                                                 |